# Erastia Peretz
Erastia „Tia” Peretz (n. 1914, Iași, România – d. ?) a fost o poetă și prozatoare română, aleasă Miss România în anul 1931.

## Biografie
Erastia Peretz, alintată „Tia”, a fost fiica lui Ioan Peretz, fost director general al Administrației Teatrelor, profesor al Universității din Iași și unul din fruntașii intelectuali ai orașului Iași. Născută într-o familie boierească, fata a primit la naștere numele bunicii ei, Erastia Peretz. Fiică a clucerului Scarlat Urlățeanu, bunica Erastia fusese căsătorită cu Paul Peretz, a cărui familie era descendentă a stolnicului Petrache Peretz din Giurgiu. Erastia și Paul Peretz au avut doi fii, pe Ioan și Petru Paul Peretz, și două fiice, Zoe V. Arion și Matilda Crivăț. Bunica Erastia Peretz a încetat din viață la 25 martie 1893 și a fost înmormântată la cimitirul Șerban Vodă din București. Erast Peretz, unul din verii viitoarei „Miss România”, a fost căsătorit cu una dintre fiicele arhitectului Ion Mincu.
Tânăra Erastia Peretz și-a petrecut copilăria într-o comună de lângă Iași, unde familia Peretz deținea un conac. A fost fascinată de natură, lipsind deseori de acasă pentru a se plimba prin livezile, grădinile și lanurile de grâu din împrejurimi, iar dragostea pentru natură i-a rămas o caracteristică în toți anii care au urmat. Foarte educată, Erastia Peretz vorbea fluent franceza, engleza și germana, iar unul din romanele sale din tinerețe, scris în franceză, a fost publicat de o editură din Paris. Era și o bună cântăreață și instrumentistă, fiind capabilă să interpreteze cu ușurință la pian sonate de Chopin sau lieduri de Schubert, ori romanțe și canțonete italiene la chitară. Conform presei vremii, Peretz era și „o excelentă dansatoare”.
În anii 1930, în România se desfășurau două concursuri de frumusețe sub titulatura „Miss România”: unul organizat de revista Realitatea Ilustrată, afiliat la Miss Universe, celălalt de revista Ilustrațiunea Română, afiliat la Miss Europe - Miss Universe. În mai 1931, când avea doar 17 ani, studia în ultimul an de liceu și se pregătea de bacalaureat, Erastia Peretz a participat la concursul organizat de Realitatea Ilustrată, pe care l-a câștigat. Peretz ar fi trebuit să reprezinte România la concursul „Miss Universe” de la Galveston, Statele Unite, însă vasul pe care s-a îmbarcat a plecat cu întârziere din portul francez Le Havre și a fost întârziat suplimentar de o furtună puternică în Atlantic. Din acest motiv, reprezentanta României a ajuns prea târziu peste ocean și nu a mai putut lua parte la competiția de la Galveston.
Creațiile literare ale Erastiei Peretz au fost inițial necunoscute publicului românesc, pentru că ea a colaborat la început doar cu diferite reviste franțuzești. Ziarul Vremea din 7 iunie 1930 nota că un scurt roman al ei, denumit Annie à la mer, ar fi trebuit să apară la o însemnată editură pariziană, urmat de o continuare intitulată Annie à l'école. De asemenea, Peretz se pregătea să lanseze un volum de versuri la o editură românească.
Tânăra scriitoare a publicat romanele Îmi placi! în 1933 și Ceai dansant în 1934, iar în 1935 a devenit membră a Societății Scriitorilor Români. Romanul Îmi placi! a avut parte de o recenzie în general pozitivă în cronica literară a ziarului Curentul, recenzorul Nicolae Roșu remarcând „o narațiune bine dozată, concentrată și desfășurată progresiv în volute de ironie tăioasă”. Totuși, autorul notează că „stilul nu rezolvă însă complect problema psihologică a romanului de moravuri către care tinde dra Erastia Peretz. Este nevoe de o aprofundare a personagiilor principale, de o disecție psihologică și prin aceasta să se descopere masca gândurilor interioare”.
Pe un ton mai negativ, criticul Alexandru George a caracterizat-o drept o simplă „tînără veleitară aparținînd înaltei societăți bucureștene”, iar Eugen Lovinescu, după citirea unui caiet cu poezii al Erastiei Peretz, a notat sec: „Neant!”. Fără să îi poarte pică, tânăra scriitoare i-a dăruit, un mai târziu, cartea cartea Îmi placi!. Cariera literară a lui Peretz s-a încheiat în 1946, după publicarea romanului Stele căzătoare.
Erastia Peretz l-a cunoscut pe actorul de teatru și film Septimiu Sever la Teatrul din Sibiu. Cei doi s-au mutat împreună la București, unde s-au căsătorit. În 1971 au emigrat mai întâi în Franța, iar apoi s-au stabilit definitiv la Montréal, în Canada. În țara adoptivă, Sever a fost distribuit în seriale, a jucat în câteva filme, a primit roluri importante la Radio Canada și a ajutat la punerea în scenă a unor piese. A devenit apoi profesor la două licee din Montréal și a condus, până în anul 2002, Teatrul din Marieville.
Despre această perioadă din viața Erastiei Peretz se știu puține lucruri. În 1979, ea a publicat o carte de rețete românești la editura pariziană Les Éditions du Jour, intitulată La cuisine roumaine. După 1990, un anticariat bucureștean a pus în vânzare un exemplar al cărții, cu o dedicație în limba franceză scrisă chiar de autoare și semnată simplu, „Erastia”. Dedicația este datată februarie 1992.

## Volume publicate
- Îmi placi!. Roman. 156 pp. București: Librăria „Universala” Alcalay, 1933
- Ceai dansant. Roman. București: Editura „Vremea”, 1934
- Pernei mele. Melancolie. Versuri. Revista scriitoarelor și scriitorilor români. București: Tipografia Curții Regale F. Göbl Fii, 1931
- Seceta. Versuri. Revista scriitoarelor și scriitorilor români. București: Tipografia Curții Regale F. Göbl Fii, 1931
- La pescuit.... Nuvelă. București: Monitorul Oficial și Imprimeriile Statului Imprimeria Națională, 1937
- Țăndărică. Nuvelă. București: Monitorul Oficial și Imprimeriile Statului Imprimeria Națională, 1940
- Zoo. Nuvelă. București: Editura „Bucovina” I. E. Torouțiu, 1940
- Primăvară pustie. Nuvelă. București: Tipografia „Luceafărul”, 1945
- Stele căzătoare. Roman. București: Editura „Cugetarea”, 1946
- La cuisine roumaine. Carte de rețete. Paris: Les Éditions du Jour. ISBN: 2-89044-008-7